# Метамора (Охајо)
Метамора (енгл. Metamora) град је у америчкој савезној држави Охајо.

## Демографија
По попису из 2010. године број становника је 627, што је 64 (11,4%) становника више него 2000. године.
| Група             | 2000.       | 2010.       |
| Белци             | 536 (95,2%) | 608 (97,0%) |
| Афроамериканци    | 3 (0,5%)    | 0 (0,0%)    |
| Азијати           | 0 (0,0%)    | 0 (0,0%)    |
| Хиспаноамериканци | 19 (3,4%)   | 14 (2,2%)   |
| Укупно            | 563         | 627         |